# Angkor Thom

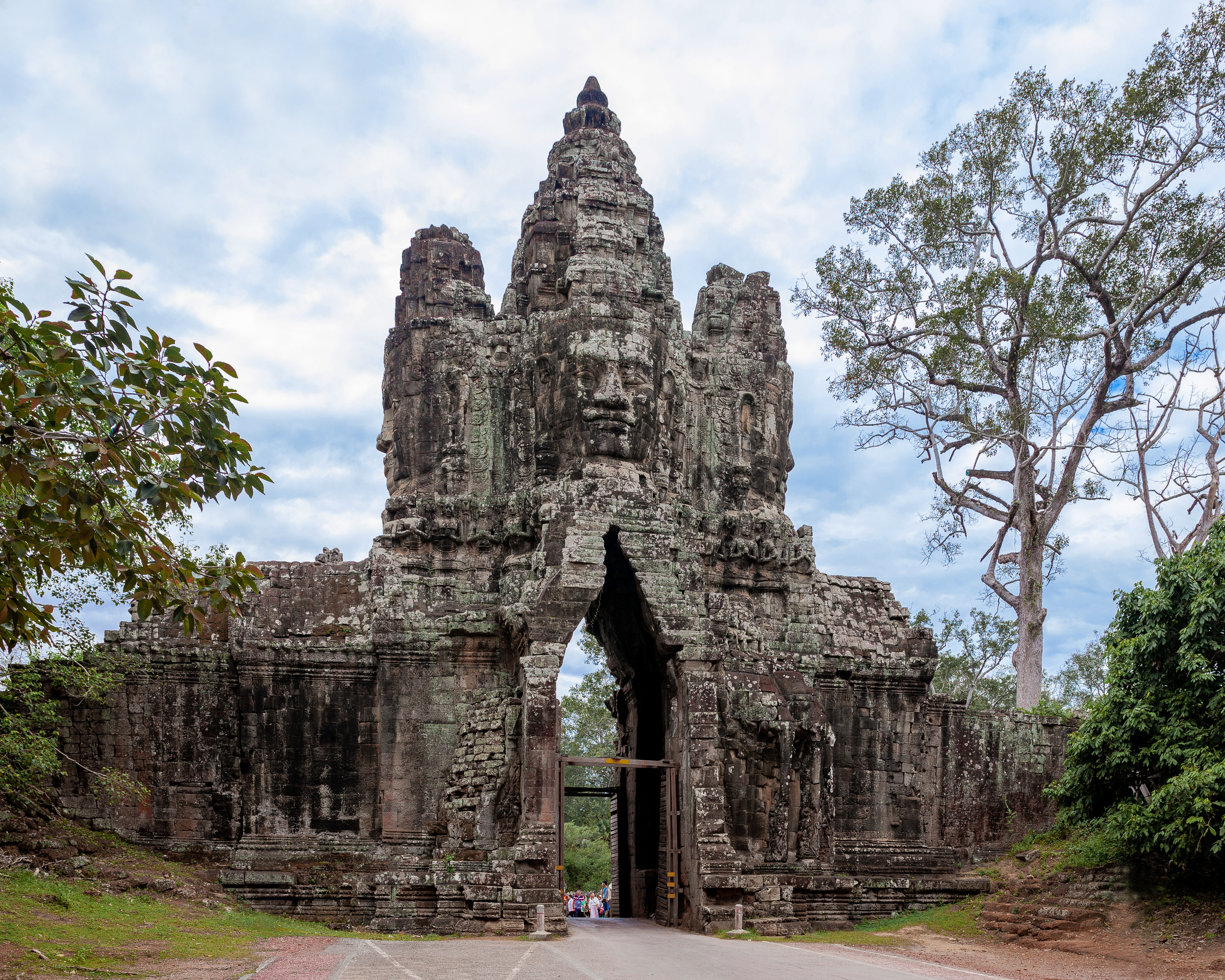
La porte Sud de la ville d'Angkor Thom, vue de l'intérieur de l'enceinte en 2019

Angkor Thom est la cité royale construite par Jayavarman VII (qui régna probablement de 1181 à 1220), roi bouddhiste de l'Empire khmer, à la fin du XIIe siècle et au début du XIIIe siècle, après la conquête et la destruction d'Angkor par les Chams. Son nom actuel, Angkor Thom, signifie « la grande cité » ; son nom sanskrit était Mahānagara. Elle est le témoin de la grandeur de l'empire.

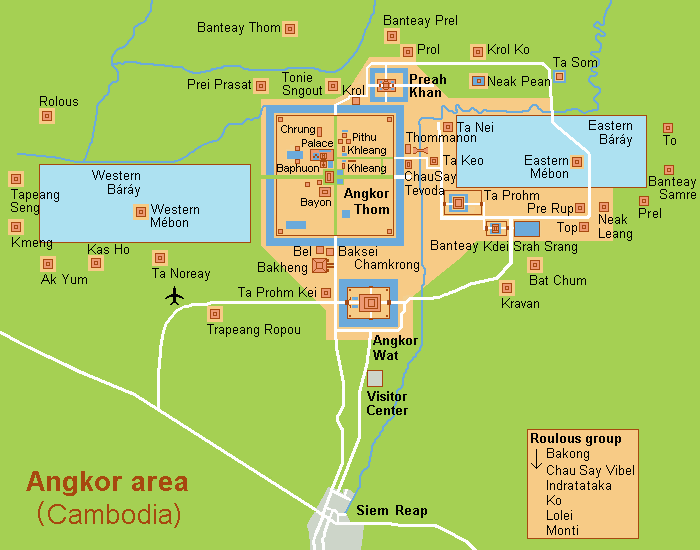
Vue d'ensemble du site archéologique d'Angkor

Cette cité se situe à environ deux kilomètres de la rive droite du Siem Reap, une rivière tributaire du Tonlé Sap. 

## La ville
La cité royale a la forme d'un carré, d'environ trois kilomètres de côté, entouré d'un rempart haut de 8 mètres bordé par des douves. Au milieu de chacun des quatre murs de l'enceinte se trouve une porte monumentale, ornée d'immenses visages d'un des quatre Grands Rois[Lesquels ?] du panthéon hindouiste et de la représentation d'Indra chevauchant son éléphant tricéphale.
Ces quatre portes sont reliées par deux voies perpendiculaires qui se rejoignent au centre de l'enceinte où se situe le Bayon. Une cinquième porte, la porte de la Victoire, se situe un peu au nord de la porte du mur Est (la porte de la Mort). Elle permettait d'accéder à la Terrasse des éléphants du Palais Royal, par une route pavée probablement destinée à accueillir les défilés victorieux. Cette porte est dans l'alignement du centre du bārāy oriental, marqué par le Mebon.
À chaque porte correspond une chaussée qui franchit les douves. Celle de la porte Sud est gardée de chaque côté par 54 géants [réf. nécessaire], des yakṣa[réf. nécessaire] qui tiennent le serpent fabuleux, le nâga montant la garde devant les quatre grands rois. 
Selon une autre interprétation, cette chaussée (comme les quatre autres à l'origine) est bordée d'un côté par des génies bienfaisants (les deva) et de l'autre par les démons (asura) qui tirent ensemble sur Vâsuki le roi des nâgas lors du Barattage de la mer de lait.
Les constructions de Jayavarman VII sont représentatives par leur décoration du syncrétisme réussi par les Khmers entre le bouddhisme Mahāyāna et les cultes hindouistes de Shiva et de Vishnou.

## Les monuments
À l'intérieur de cette enceinte, se trouvent les ruines de palais, de temples et d'autres bâtiments, envahies par la forêt. Les principales sont :
- les vestiges du Palais Royal, construit sous le règne de Suryavarman I, 150 ans avant l'érection de l'enceinte dont on peut encore voir les principaux édifices à usage royal[2];
  - le Phimeanakas, structure religieuse pyramidale qui se trouve dans la même enceinte que le Palais Royal, Palais Céleste où, selon la légende, le roi passait la première partie de chaque nuit avec la Reine-Soleil[2];
  - la Terrasse des éléphants qui domine la place royale et sur laquelle donnait l'entrée du Palais Royal, et la terrasse du Roi lépreux, située au Nord de celle-ci ;
  - deux petits temples bouddhiques: le Preah Palilay, à une seule tour, décoré de scènes de la vie de Bouddha, et le Tep Pranam dont ne subsiste plus guère qu'une très grande statue du Bouddha assis ;
  - le Baphuon immense temple-montagne avec son gigantesque Bouddha couché ;
  - Le bassin Sras Srei réservé aux ablutions royales.

- le temple du Bayon, temple-montagne aux visages souriants, temple d'État de Jayavarman VII au centre géographique d'Angkor Thom ;
- deux édifices dont la destination reste mystérieuse : les Khléang Nord et Sud ;
- bordant à l'Est la route du Bayon à la porte Nord, douze petites tours dites Suor Prat à usage festif[3].

Angkor Thom avait un système de gestion de l'eau très perfectionné :
- dans l'angle sud-ouest, le Bang Thom recueille les eaux usées collectées par un fossé courant au pied de la muraille.
- à l'ouest du Palais Royal, un petit baray était alimenté par un canal en provenance du Baray occidental
- dans l'enceinte du palais, la grande mare royale Sras Srei, d'environ 45 m sur 125 m, dont la margelle est ornée entre autres d'animaux aquatiques finement sculptés.

Outre ces monuments remarquables, Angkor Thom était aussi une vraie ville plus vaste que Paris à la même époque, il y a 700 ans. C'était une ville planifiée et conçue comme un grand damier, quadrillée de plus de 150 km de rues, avenues et voies d'eau où se dressaient des milliers d'habitations en bois avec des jardins et des bassins...

## Galerie

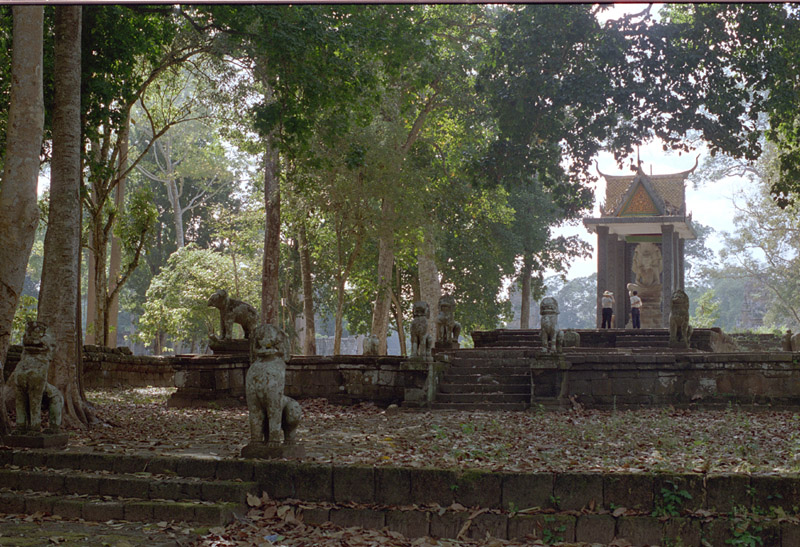
Preah Vihear Pram Pi Lvên
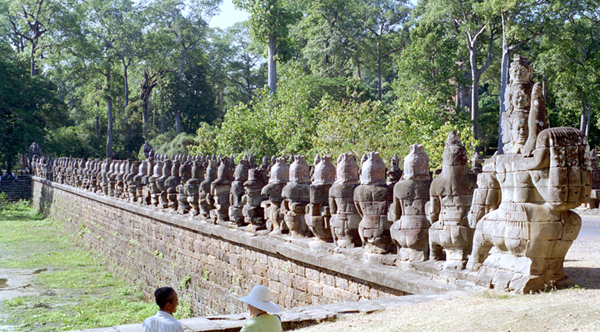
Chaussée d'accès à la porte sud
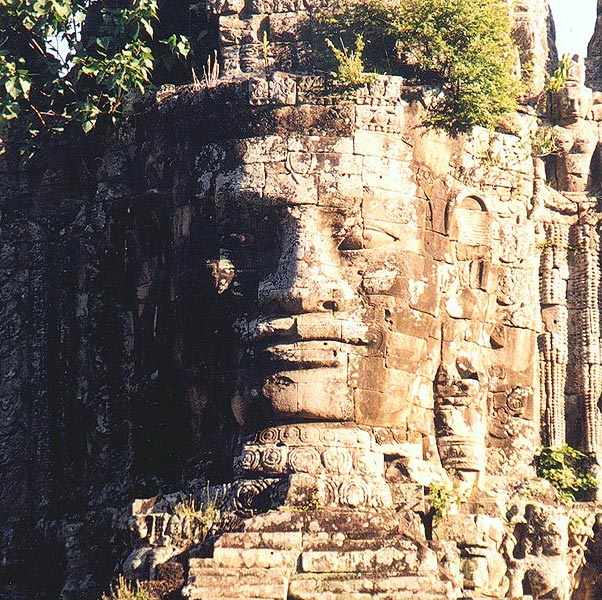
Tour de la porte Sud, visage représentant Avalokiteśvara
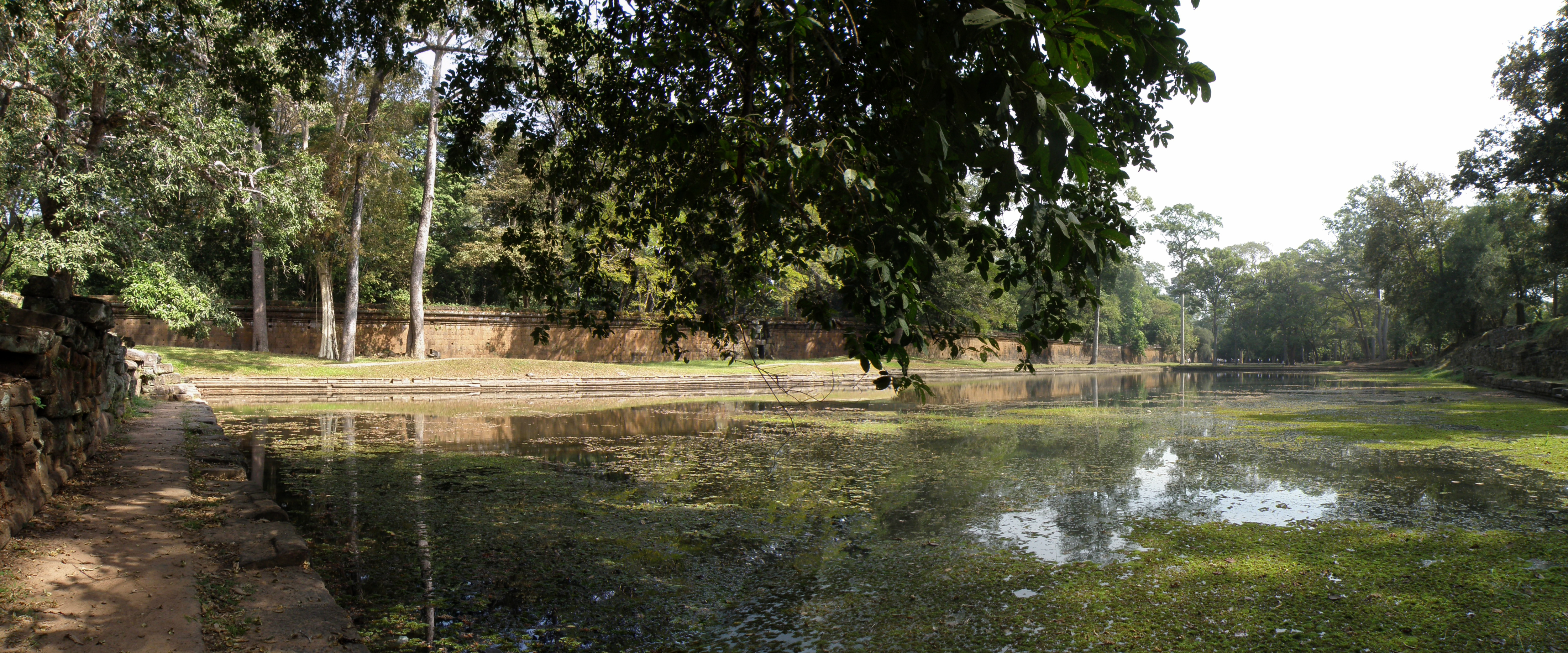
Bassin des ablutions royales à proximité du Phimeanakas
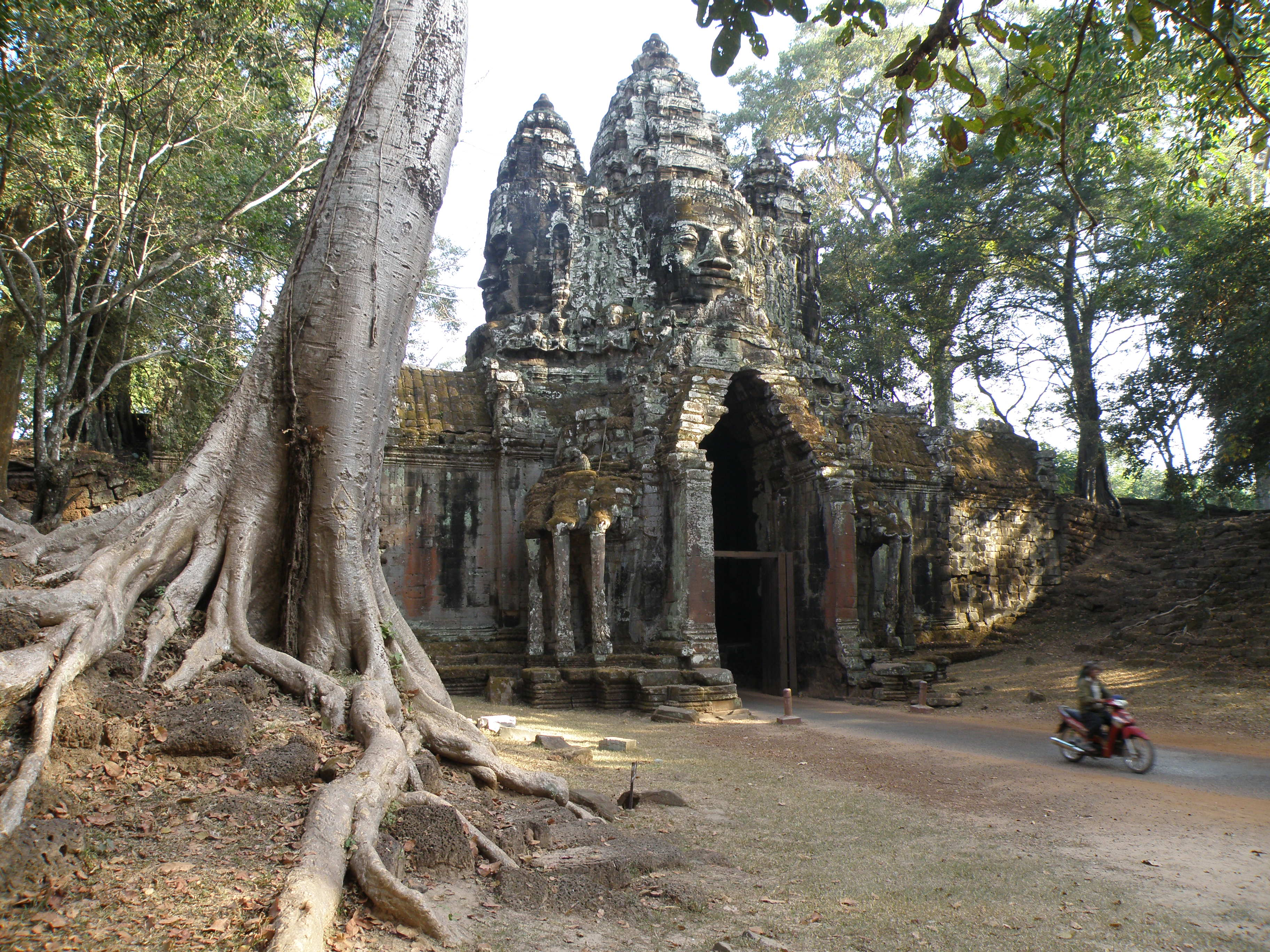
Porte Nord
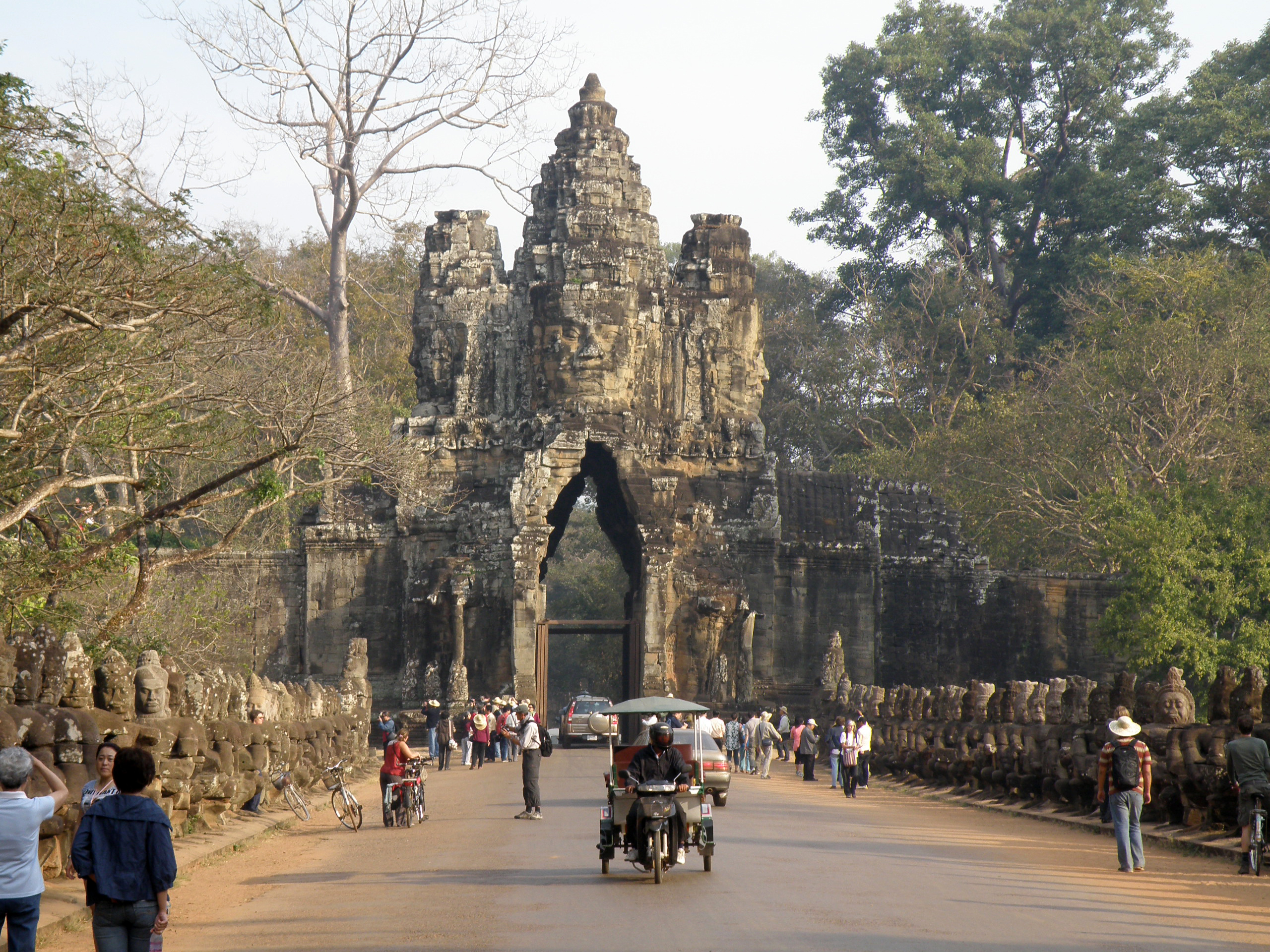
Porte Sud
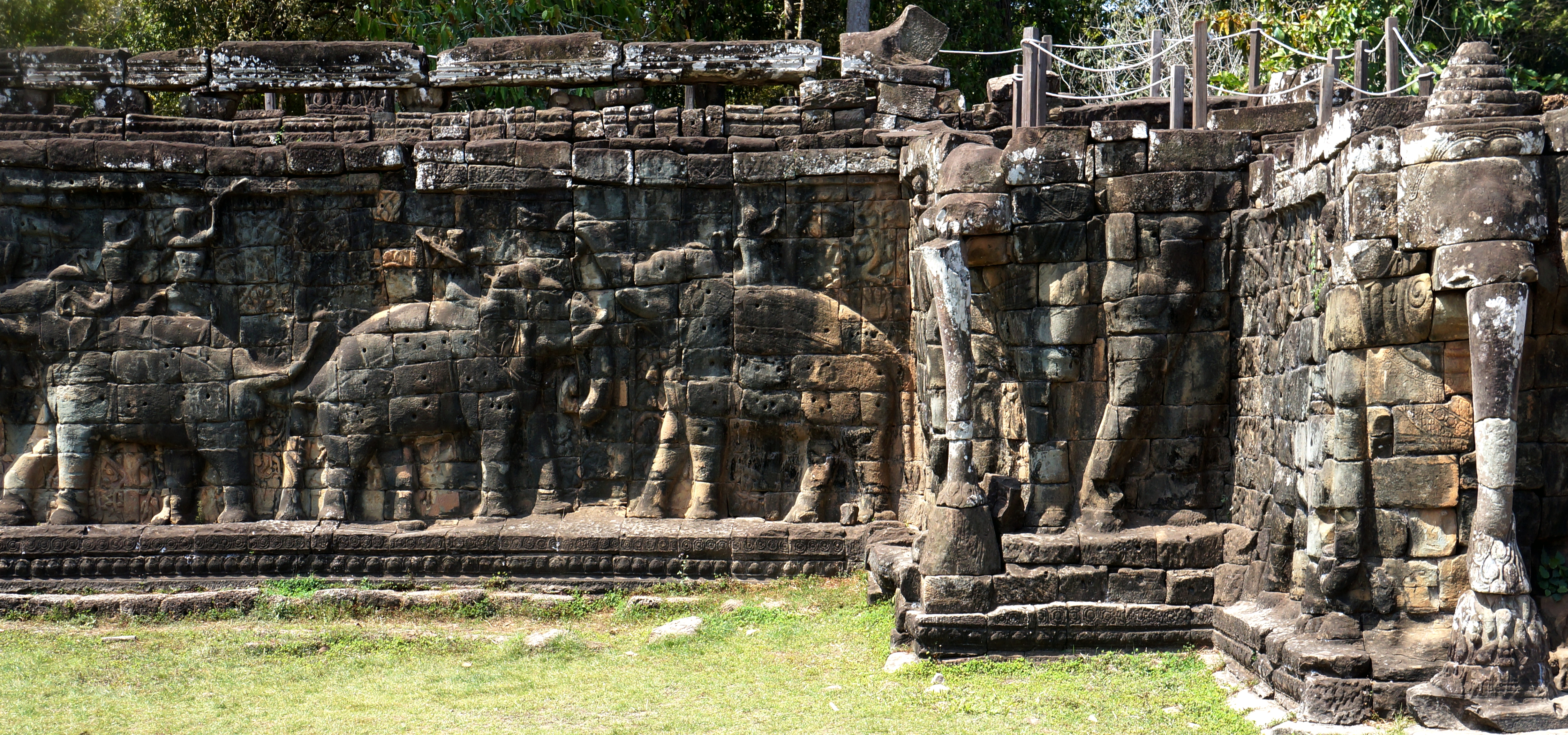
Défilé d'éléphants, du perron Sud de la Terrasse des éléphants